# 25 de Mayo (1828)
La fragata 25 de Mayo fue un buque de guerra argentino que, incorporado a la Armada Argentina en los últimos meses de la Guerra del Brasil, naufragó en el Mar de las Antillas perdiéndose con toda su tripulación.

## Historia
La fragata (también citada como corbeta) Bolívar había sido construida por encargo de la Gran Colombia, nación que había desistido de la compra por motivos presupuestarios.
En abril de 1828 había arribado a Baltimore el coronel de marina César Fournier, capitán de la goleta de guerra argentina Juncal. Fournier había zarpado de Buenos Aires en enero de 1828 rumbo a los Estados Unidos con instrucciones del gobierno de la República Argentina de adquirir uno o dos barcos de guerra de gran porte capaces de ofrecer resistencia seria a las unidades de la armada del Imperio del Brasil que bloqueaban el puerto de la ciudad de Buenos Aires. 
Al no encontrar en Baltimore ningún buque que reuniera las condiciones necesarias, Fournier se dirigió por tierra a Nueva York alentado por las noticias de que allí se encontraba a la venta una corbeta de 26 cañones. Al arribar a Nueva York supo que el buque había sido comprado por el gobierno mexicano. 
Ya en la ciudad, inspeccionó la Bolívar y el 10 de mayo de 1828 acordó su compra con su propietario el capitán Samuel Turner en la suma de 85000 dólares. La operación incluía la provisión de víveres suficientes para alimentar 250 hombres por un período cuatro meses. Adquirió también el bergantín Santista y se dispuso a completar en la ciudad el alistamiento.
La corbeta, rebautizada 25 de Mayo, tenía 48 m de eslora, 7 m de manga, 6.8 m de puntal, 3.2 m de calado medio y un desplazamiento de 400 t. Montaba 22 cañones largos de a 24 libras y era tripulada por 140 hombres.
El cónsul brasileño en la ciudad inició de inmediato acciones legales para evitar el alistamiento por contravenir las leyes de neutralidad y el 28 de mayo el gobierno estadounidense dio la orden de decomisar la corbeta y bajar a la tierra la artillería. Fournier se adelantó a la ejecución de la orden y abandonó Nueva York el 3 de junio rumbo a la isla San Bartolomé enviando órdenes a Baltimore de que se le reuniera allí la Juncal, que zarpó de inmediato al mando del teniente Juan Porter con la fragata Gaviota del comandante Pedro Dautant. Una vez reunidos, pasaron a la isla San Eustaquio, donde Fournier adquirió un bergantín goleta dinamarqués que bautizó Gobernador Dorrego (16 cañones, puesta al mando del teniente André Barriteaud) y se reunió con el capitán Roberto Guillermo Beazley del bergantín corsario Presidente obteniendo algunas patentes de corso en blanco.
En julio liquidó el bergantín Santista en una isla de las Antillas pero sin haber finalizado su alistamiento se vio forzado a regresar con sus tres buques a Nueva York para completarlo. Nuevamente, la intervención del cónsul brasileño quien lo acusó de piratería lo obligó a partir el 18 de agosto sin haber completado el alistamiento de las naves.
Tras un breve crucero por las Antillas con la Juncal y el Gobernador Dorrego el 10 de septiembre un violento temporal dispersó las naves, desapareciendo el 25 de Mayo y el Juncal con toda su tripulación y el mismo Fournier. Nunca se encontró rastro alguno del trágico suceso, pese a la larga búsqueda efectuada por el Gobernador Dorrego y, posteriormente, por el bergantín General Rondeau (John Halstead Coe).